# Puig de les Cadiretes
El puig de les Cadiretes o puig de ses Cadiretes és una muntanya de 518,7 metres que es troba entre els municipis de Llagostera, a la comarca del Gironès, Sant Feliu de Guíxols a la comarca del Baix Empordà i de Tossa de Mar, a la comarca del Selva. Al cim podem trobar-hi un vèrtex geodèsic (referència 307108001).
Aquest cim està inclòs al llistat dels 100 cims de la FEEC amb el nom de Puig Cadiretes. 

## Jaciment medieval
Al cim del Puig de Cadiretes, a l'interior del massís muntanyós del mateix nom, en un entorn cobert per un dens bosc d'alzines i pins i una abundant vegetació arbustiva, hi ha un jaciment medieval. 

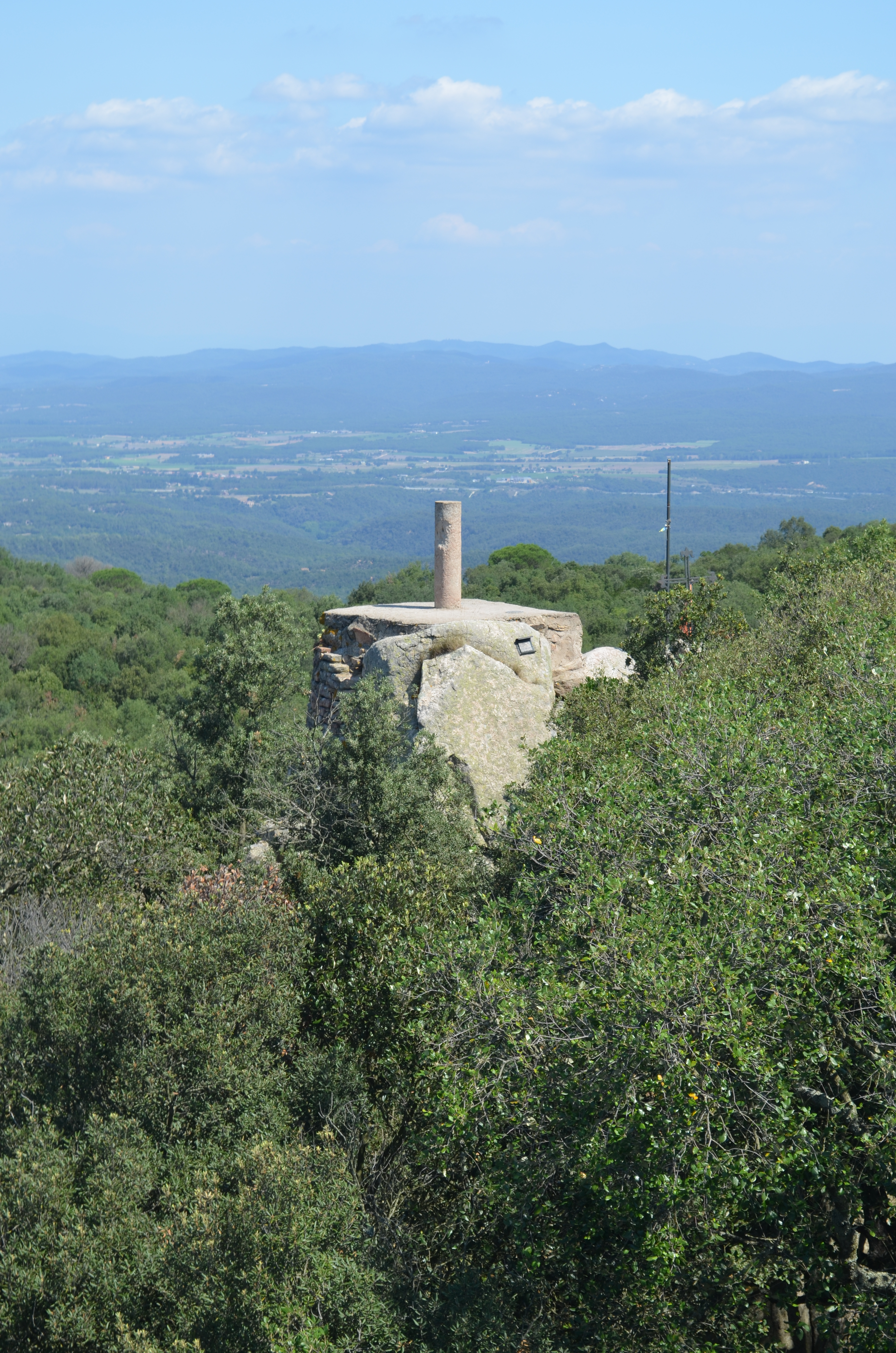
Vèrtex geodèsic

Es localitza entre el cim rocallós del Puig de Cadiretes, just a l'entorn d'on es troba un punt geodèsic de l'ICS, i el lloc on actualment s'emplaça una torre de guaita forestal, al sud-oest i a poca distància d'aquell. En aquest sector, relativament planer i on afloren grans blocs de granit, es pot observar la presència de diversos murs de pedra seca que conformen diferents àmbits de planta quadrangular i orientats molt variablement. Alguns d'aquests murs, que estan construïts amb blocs sense desbastar, es recolzen directament sobre els blocs de granit que afloren del subsòl, aprofitant i incorporant aquests a les estructures per a delimitar els àmbits d'habitació. No s'hi reconeixen però espais de circulació (de tipus carrer) ni altres elements constructius o edificacions com podrien ser esglésies, muralles o dipòsits. A l'entorn d'aquestes estructures tan sols s'hi troben alguns fragments de teula de tipus aràbic. El jaciment es tracta probablement d'un poblat de petita grandària que aprofita per a la seva defensa l'escarpament natural del puig. La seva cronologia seria probablement medieval.